# For This Is My Body
Pour plus de détails, voir Fiche technique et Distribution.
For This Is My Body est un film dramatique suisse réalisé par Paule Muret, sorti en 2016.

## Synopsis
Un chanteur de rock et sa groupie se réveillent dans une chambre d'hôtel parisienne, où ils ont passé la nuit. Ils restent ensemble une journée, échappant à la routine de leurs vies respectives, essayant sans y parvenir de se comprendre et de nouer une relation. Leurs rapports dégénèrent en drame lors du deuxième concert qui a lieu le soir même.

## Fiche technique
- Titre : For This My Body
- Réalisation : Paule Muret
- Scénario : Paule Muret
- Musique : Carl Barât
- Montage : Célia Lafitedupont
- Photographie : Renato Berta
- Décors : Ivan Niclass
- Costumes : Paule Muret et Caroline de Vivaise
- Producteur : Joëlle Bertossa
  - Coproducteur : Michel Merkt
- Production : Close Up Films
  - Coproduction : KNM Home Entertainment, RTS et SRG SSR
- Distribution : JHR Films
- Pays d'origine :  Suisse
- Durée : 99 minutes
- Genre : Drame
- Dates de sortie :
  -  France :
    - 2 novembre 2016

## Distribution
- Carl Barât : le rockeur
- Audrey Bastien : la groupie
- Fanny Ardant :  la femme
- Thibault de Montalembert : le manager
- Noémie Schmidt
- Lolita Chammah
- Jay Bone
- Adam Claxton